# Otto Olsen
Pour les articles homonymes, voir Olsen.
Otto Martin Olsen (né le 13 décembre 1884 à Oslo (Norvège) et mort le 13 janvier 1953 à Oslo, est un tireur sportif norvégien, quadruple champion olympique de tir.

## Palmarès
- Jeux olympiques d'été de 1920 à Anvers (Belgique) :
  -  Médaille d'or en carabine d'ordonnance couché à 300 m.
  -  Médaille d'or en tir au cerf courant coup simple à 100 m.
  -  Médaille d'or en tir au cerf courant coup simple à 100 m par équipes.
  -  Médaille d'argent en carabine libre 300+600 m par équipes.
  -  Médaille d'argent en carabine libre par équipes.

- Jeux olympiques d'été de 1924 à Paris (France) :
  -  Médaille d'or en tir au cerf courant coup simple à 100 m par équipes.
  -  Médaille d'argent en tir au cerf courant coup double à 100 m.
  -  Médaille de bronze en tir au cerf courant coup simple à 100 m.